# 林美珠
林美珠（1953年11月12日—），中華民國無黨籍政治人物，生於臺北市，曾任勞動部部長、蒙藏委員會委員長、內政部政務次長、內政部民政司司長、中央選舉委員會秘書長、嘉義縣副縣長。

## 生平
林美珠出身中華民國基層公務員，為前任嘉義縣副縣長，並曾於蘇貞昌任行政院長、李逸洋任內政部長時擔任內政部政務次長。
2016年5月20日，出任行政院政務委員（負責督導內政部與法務部）並兼任蒙藏委員會委員長。國立政治大學法律研究所碩士畢業。
2017年2月，蔡英文政府的林全內閣進行小幅度改組，林美珠轉任勞動部部長。2018年2月，因病請辭卸任勞動部部長。
2018年12月12日，接任公股金融機構台灣金聯董事長，引發社會輿論，使其就職一日後便辭職。

## 家庭
家中有9個兄弟姊妹，林美珠排行第5，幼時即由外省籍老兵收養。
丈夫吳明鴻，曾任臺北高等行政法院院長、最高行政法院院長，曾任湯英伸案起訴檢察官。
林美珠為中華民國第14、15任總統蔡英文的表姊。

## 爭議
- 2017年2月17日，中國國民黨立委王育敏質詢勞動部部長林美珠「遊覽車開到深山，駕駛等待客人的期間，難道不算工時？」林美珠回答，「如果他把車門關起來，可以去散散步、做做操，也算休息」，其說法被王育敏質疑是勞動部「最新的算法」。但她強調，「這不是最新的算法，重點是待命的時間是不是受到拘束？雇主有沒有拘束？如果駕駛跟客人講好，這段時間是休息時間，可以離開車子，這是ＯＫ的！」[13]

- 2017年10月2日，立法院第四會期社會福利及衛生環境委員會中，國民黨籍立委許淑華在質詢時批評勞動部長林美珠是「神隱部長」，而勞動部長林美珠駁斥相關說法並指出其從6月到9月，共拜會了全台109個工會、參加33場次座談會，對勞基法政策到目前為止皆以各種管道對外如實發布。同時也表示，行政院院長有指示在這段會期要聆聽委員的意見，10月總質詢之後研議，未來也會舉辦全國性座談。[14]

## 外部連結
| 中華民國政府職務 | 中華民國政府職務                                      | 中華民國政府職務 |
| ---------------- | ----------------------------------------------------- | ---------------- |
| 行政院           |                                                       |                  |
| 前任： 蔡玉玲    | 蒙藏委員會委員長 第三十任 2016年5月20日－2017年2月8日 | 繼任： 許璋瑤    |
| 前任： 郭芳煜    | 勞動部部長 第四任 2017年2月8日－2018年2月26日         | 繼任： 許銘春    |